# Военно-медицинский клинический центр Государственной пограничной службы Украины (Львов)
Военно-медицинский клинический центр Государственной пограничной службы Украины в городе Львов (укр. Військово-медичний клінічний центр м. Львів) - это стационарное медицинское учреждение Государственной пограничной службы Украины, которое находится в городе Львов Львовской области Украины.

## История
Учреждение было создано 1 декабря 1939 года как лазарет Львовского пограничного отряда пограничных войск СССР.
После начала Великой Отечественной войны в связи с приближением к городу линии фронта лазарет прекратил работу, в дальнейшем в 1941 - 1944 гг. город был оккупирован немецкими войсками. После освобождения города советскими войсками началось восстановление охраны границы и учреждение возобновило работу.
После провозглашения независимости Украины госпиталь перешёл в ведение пограничных войск Украины. В 2001 году началась реформа украинской пограничной службы, в результате которой 31 июля 2003 года пограничные войска Украины были преобразованы в Государственную пограничную службу Украины. 
В августе 2003 года учреждение было переименовано в Львовский госпиталь Государственной пограничной службы Украины (укр. Львівський госпіталь Державної прикордонної служби України). 20 июня 2006 года приказом министерства здравоохранения Украины № 406 ему был присвоен статус клинического лечебно-профилактического учреждения.
После начала боевых действий на востоке Украины госпиталь был привлечён к лечению раненых. В период с начала АТО до 1 октября 2015 года учреждение оказало медицинскую помощь 1280 участникам АТО, в дальнейшем их лечение было продолжено (в период с 1 января 2017 до 1 декабря 2017 года медицинская помощь была оказана ещё 1200 участникам АТО).
В ходе реформы организационной структуры пограничной службы, 20 июля 2017 года госпиталь был переименован в Военно-медицинский клинический центр Государственной пограничной службы Украины в городе Львов.

## Современное состояние
Центр находится в ведении Западного регионального командования ГПСУ, зона ответственности учреждения охватывает семь западных областей Украины (Львовскую, Волынскую, Закарпатскую, Ивано-Франковскую, Ровенскую, Тернопольскую и Черновицкую).
В состав центра входят хирургическая клиника (с хирургическим отделением, отделением анестезиологии, реанимации и интенсивной терапии, а также кабинетом эндоскопии), клиника терапии (с терапевтическим, кардиологическим и физиотерапевтическим отделениями), клиника неврологии и реабилитации больных с неврологическими заболеваниями, клиника амбулаторно-клинической помощи (оснащённая санитарными автомобилями), стоматологическое отделение, дерматовенерологическое отделение, инфекционное отделение и рентгенологическое отделение.